# 深見寅之助

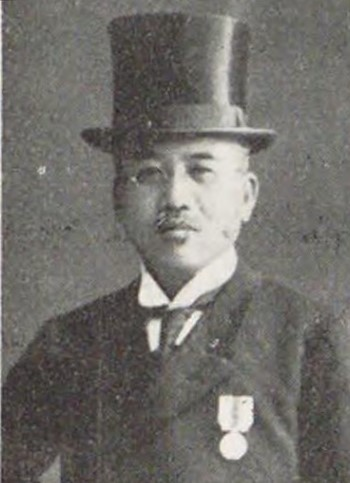
深見寅之助

深見 寅之助（ふかみ とらのすけ、1877年〈明治10年〉11月2日 - 1928年〈昭和3年〉3月6日）は、日本の政治家。東伯方村長、愛媛県会議員、同議長。衆議院議員。
総理府局長を務めた深見吉之助は長男。

## 経歴
愛媛県越智郡木浦村（伯方町を経て現今治市）、伯方島で江戸自体以前より製塩業を営む家に生まれる。幼くして今治の漢学者・菅周庵に師事し、9歳にして宇和島藩藩主伊達宗紀の前で複数回にわたって書を披露した記録が残る。今治市伯方町の三島神社には9歳の書「敬神愛国」の四字額が今も神前に掲げられている。
愛媛で初めてガスが灯された1912年（明治45年）から遅れること2年、1913年（大正2年）東予を営業区域とする今治瓦斯（後の四国ガス）を設立し、愛媛の近代化に貢献した。更に、伊予鉄バスの祖となる愛媛自動車を創立し、松山・今治・西条間を結ぶバスの営業を通じて東予に初めて文明の交通手段をもたらした。
実業界で活躍する一方、1904年（明治37年）に東伯方村長となり村政に尽力。1907年（明治40年）9月には愛媛県会議員に当選し、4期の在任期間中に2度、愛媛県会議長を務めた。
1920年（大正9年）には第14回衆議院議員総選挙に愛媛県第3区（越智郡・周桑郡）から出馬し、村上紋四郎を破り、政友会に所属して1期在任。1924年（大正13年）5月の第15回総選挙では落選した。その後も政友会愛媛県支部の顧問として県政界に重きをなした。